# Posjetbaai
De Posjetbaai (Russisch: залив Посьета; zaliv Posjeta), Posjetbocht of Posjetkreek (бухта Посьета; boechta Posjeta) genoemd, is een baai in het zuidwestelijke deel van de Baai van Peter de Grote tussen de kapen Soeslov en Gamov. De baai meet ongeveer 31 kilometer van noordoost naar zuidwest en ongeveer 33 kilometer van noordwest naar zuidoost. De kusten van de baai, die onderdeel vormen van het district Chasanski, zijn onregelmatig met vele kleinere baaien en bochten, zoals de Expeditiebocht (бухта Экспедиции), Novgorodbocht (бухта Новгородская), Rejd Palladabocht (бухта Рейд Паллада) en de Kitovybaai (залив Китовый). Aan de baai bevinden zich plaatsen als Posjet, Zaroebino, Kraskino, Andrejevka en een aantal kleinere plaatsen.

## Geschiedenis
De baai werd voor het eerst door Europeanen bezocht in 1852, toen het Franse korvet Caprice de baai aandeed en haar vernoemde naar de Franse geograaf d'Anville. Twee jaar alter werd de baai bezocht door de Russische zeevaarder Jevfimi Poetjatin met het fregat Pallada en de schoener Vostok, die de baai gedetailleerd beschreef, liet opmeten en intekenen op de kaart en haar hernoemde tot Posjetbaai ter ere van de Russische staatsman Konstantin Posjet (Frans: Constantine Possiet), toen nog kapitein-luitenant, die meevoer op deze missie. In 1855, tijdens de Krimoorlog, voeren Franse en Britse schepen die op zoek waren naar de schepen van Vasili Zavojko de baai binnen en vernoemden haar "Raid Napoleon", waarschijnlijk naar het Franse lijnschip Le Napoléon (tewatergelaten in 1852). In 1862 werd de baai onderzocht door een expeditie onder leiding van marinestuurman Vasili Babkin en opnieuw ingetekend op de kaart. Zijn bevindingen werden in 1875 aangevuld en aangepast door marinestuurman Michail Klykov.
In juli 1938 werd er een vliegveld en onderhoudsinstallatie gebouwd, wat irritatie opriep bij de Japanners en een van de gronden vormden voor de Slag om het Chasanmeer in hetzelfde jaar.
Tegenwoordig vormt het met name van begin juli tot eind september een plek voor recreatie voor veel inwoners uit de kraj Primorje en andere delen van het Russische Verre Oosten.